# Liffey
Liffey je řeka ve východním Irsku, protékající přes Dublin. Měří 125 km.

## Pramen
Pramení v pohoří Wicklow Mountains na jihovýchodních svazích vrchu Kippur (754 m n. m.) v nadmořské výšce 499.9 m n. m., Západně od města Greystones.

## Průběh toku
Zprvu teče na západ, po přibrání Ballydonnell Brooke teče přechodně na severozápad, následně se obloukem směřujícím na sever stáčí na jihozápad a výrazně meandruje. Pod obcí Kilbride vtéká do vodní nádrže Pollaphuca Reservoir, do které sleva ústí Kings River a pod přehradním zdí pokračuje severovýchodním směrem. Mezi městy Ballymore Eustace a Kilcullen teče meandrující na západ, odtud k Newbridge na severozápad a pak na severovýchod. Na dolním toku, u města Leixlip, už teče na východ a protéká přímo přes centrum Dublinu, který rozděluje na dvě poloviny. Ústí do Irského moře v zálivu Dublin Bay.

## Přítoky
- Levostranné: Ballydonnell Brook, Kings River, Rye Water
- Pravostranné: Shankill, Britta, Camac (Cammock), poddle, Dodder

## Města
Liffey postupně protéká přes tato města:
- Blessington
- Ballymore Eustace
- Kilcullen
- Newbridge
- Clane
- Celbridge
- Leixlip
- Lucan
- Dublin

Zároveň teče územím tří správných jednotek: Wicklow, Kildare a Dublin.

## Využití
Na řece jsou vybudovány tři větší vodní elektrárny, na horním toku se nacházejí dvě vodní nádrže Pollaphuca Reservoir, malá přehrada je i při městě Leixlip. Za vysokého stavu vody je řeka splavná z Dublin Harbour k Heuston Station. V Dublinu do řeky vyúsťují kanály Grand Canal a Royal Canal, které propojují Liffey s řekami Barrow, resp. Shannon.